# Dietersdorf am Gnasbach
Dietersdorf am Gnasbach è una frazione di 375 abitanti del comune austriaco di Sankt Peter am Ottersbach, nel distretto di Südoststeiermark (Stiria). Già comune autonomo, il 1º gennaio 2015 è stato aggregato a Sankt Peter am Ottersbach assieme all'altro comune soppresso di Bierbaum am Auersbach.